# Jean Valleix
Jean Valleix, né le 23 avril 1928 à Chartres (Eure-et-Loir) et mort le 1er juin 2014 au Bouscat,, est un homme politique français.
Il est député UDR, puis RPR de la première circonscription de Gironde (Bordeaux-Nord) entre 1967 et 2002, élu sans discontinuité en 1967, 1968, 1973, 1978, 1981, 1986, 1988, 1993, 1997.

## Biographie
Il est élu maire du Bouscat en mars 1983, réélu en 1989 et en 1995.
De 1995 à 2001, il est l'un des principaux conseillers d'Alain Juppé à la communauté urbaine de Bordeaux.
Il cède ses mandats en 2001 et 2002, ne se représentant pas, par choix personnel à 74 ans afin de passer le relais à plus jeune que lui.
Un de ses adjoints et sa suppléante sont élus respectivement maire et député en 2001 et 2002.
Passionné de musique classique, il fut président de l'académie Bach de 1999 jusqu'à sa mort, en 2014.